# الإسلام في كوبا

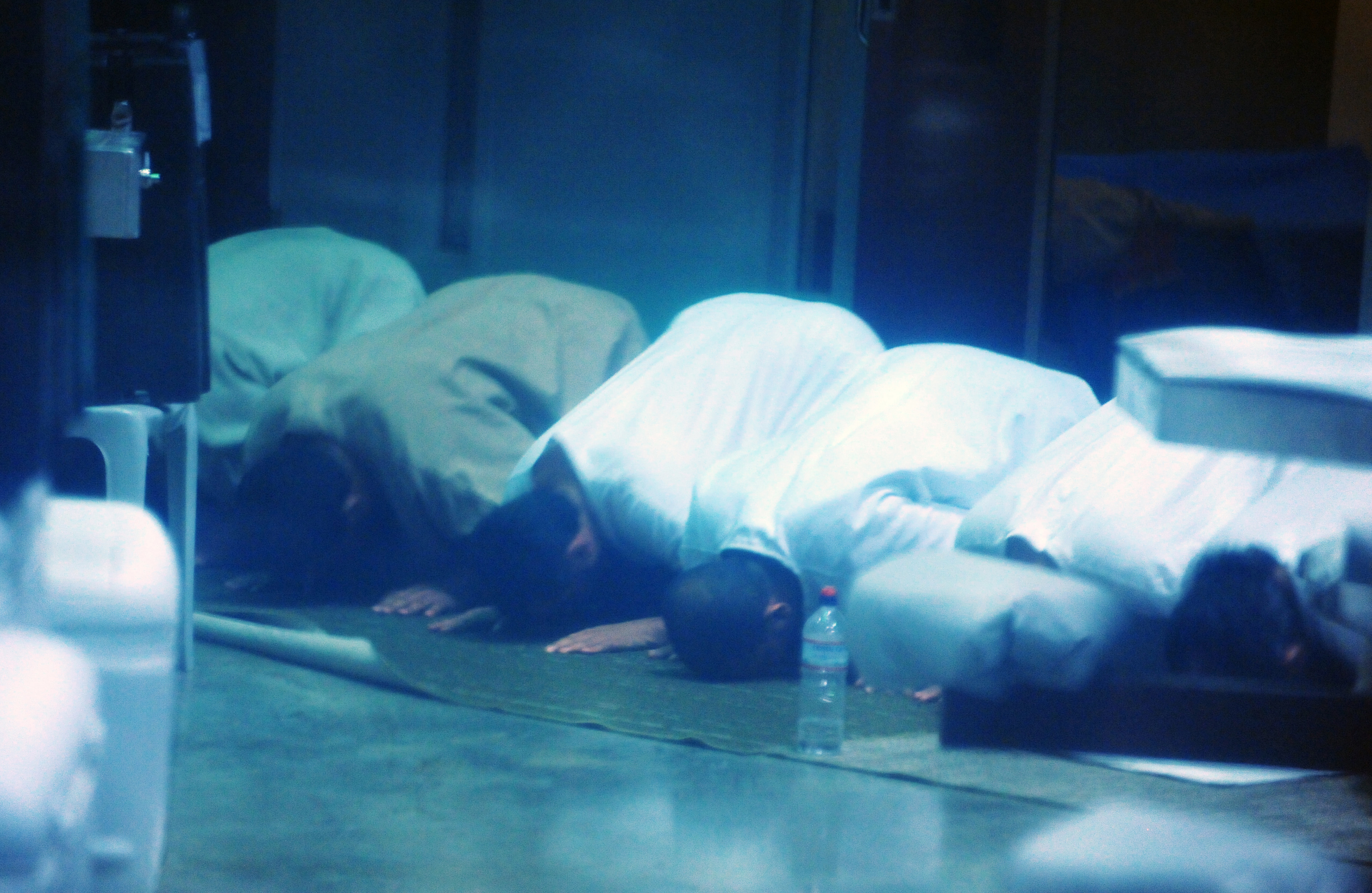
صورة ألتقطت عام 2011 لمجموعة من المعتقلين وهم يؤدون فريضة الصلاة في معتقل غوانتانامو، قاعدة خليج غوانتانامو البحرية الأمريكية، كوبا.

الإسلام في كوبا وفقا لتقرير عام 2009 الصادر من مركز بيو للأبحاث والذي أشار أن هناك حوالي 9,000 شخص من سكان كوبا هم من المسلمين، في حين أنهم يشكلون مانسبته 0.1% من السكان.
وكانت نقطة دخول المسلمين لكوبا هي أنه كان هناك العديد من الطلاب المسلمين الذين يدخلون كوبا من بلادهم وذلك لقصد الدراسة في المدارس المرموقة في كوبا، وكان العدد المقدر للطلاب حوالي 1500-2000، ومن بين تلك المجموعة كان الطلاب من أصل باكستاني يشكلون أغلبية الطلاب حيث كانت تقدر أعدادهم بحوالي 900 طالب من مجموع عدد الطلاب، من بين طلاب آخرين من دول مختلفة.

## نشأة المسلمين
تعلم المسلمون الكوبيون تعاليم الإسلام من خلال سفارات دول الشرق الأوسط وكذلك من خلال الطلاب القادمين للدراسة في كوبا من الدول الإسلامية الآسيوية والأفريقية، وبدأ الإسلام ينتشر بين الكوبيين في الفترة مابين عامي 1970 و1980، وأما المنشورات المطبوعة والمصادر الإسلامية السمعية والبصرية فهي الآن غير موجودة تقريبا في كوبا وأيضا الترجمة الإسبانية للقرآن وغيرها من الكتب الإسلامية الكبرى لا تتوفر في البلاد، كما أن المجتمع المسلم في كوبا يفتقر إلى الثقافة الدينية.

## كاسا دي لوس عربية
تضم كوبا مسجدًا باسم مسجد عبد الله في هافانا القديمة مفتوح للجميع لجميع الصلوات اليومية. يصلي المسلمون في الأماكن الأخرى في منازلهم، على الرغم من ورود أنباء عن وعد الرئيس السابق فيدل كاسترو ببناء مسجد لمسلمي بلاده وفقًا لأعضاء مؤسسة المعونة الإنسانية (IHH) الذين زاروا كوبا. في الماضي كانت الصلاة الوحيدة التي تُؤدى في الأماكن العامة هي صلاة الجمعة التي كانت تُقام في مكان يُعرف باسم البيت العربي في هافانا القديمة. كان البيت العربي ملكًا لمهاجر عربي ثري عاش في كوبا خلال الأربعينيات وبني على الطراز الأندلسي. يحتوي البيت على متحف عربي ومطعم. تبرعت قطر بمبلغ 40 ألف دولار أمريكي لإعادة تصميم البيت، لكن فتح فقط لصلاة الجمعة.

## الجماعات الإسلامية
هناك نوعان من الجماعات الإسلامية في كوبا وهما جماعة الاتحاد الإسلامي الكوبي والذي يرأسه رئيسها الإمام يحيى بيدرو، والرابطة الإسلامية لكوبا في هافانا، كما أن هناك تقدم ملحوظ لنشر الإسلام بين المسؤلين والمشاهير الكوبيون ومنهم: علي نيكولاس كوسيو المسؤول في وزارة الخارجية والذي يقدم تقاريره لراديو صوت الإسلام وهي محطة إذاعية، والملاكم خوان كارلوس غوميز بطل كرويسرويغت السابق.